# 亚当·基费
亚当·托马斯·基费（英語：Adam Thomas Keefe，1970年2月22日—），美国NBA联盟前职业篮球运动员。他在1992年的NBA选秀中第1轮第10顺位被亚特兰大鹰选中。